# ルドルフ・ダスラー

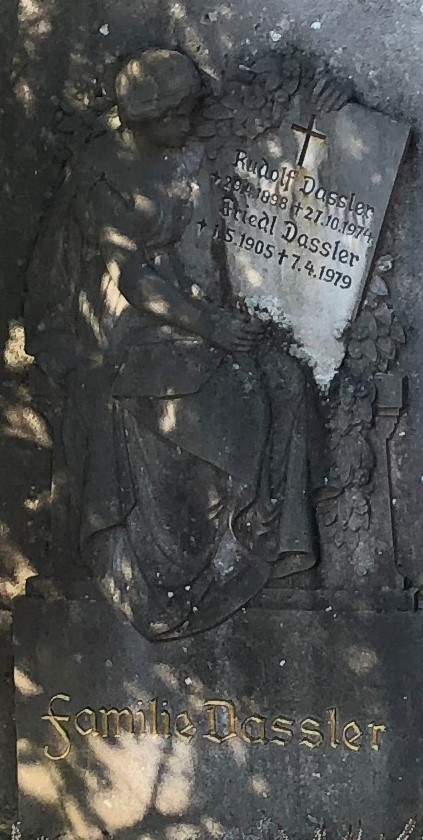
墓碑

ルドルフ・”ルディ”・ダスラー（ドイツ語: Rudolf "Rudi" Dassler、1898年3月26日 - 1974年10月27日）は、ドイツの石工、実業家。
プーマの創業者。弟はアディダスの創業者であるアドルフ・ダスラー。

## 経歴
弟が創業した『Gebrüder Dassler Schuhfabrik』に1924年に入社し、共同経営者となり、1948年に二つに分かれた。当初、自らの姓名の頭文字をとって『ルーダ』と名乗っていたが、現在の『プーマ』に変更された。プーマはケチュア語でピューマを意味し、そこから諸言語に訳された。肺癌により76歳で死去した。